# Герб Беркем-Сент-Агата

Герб Беркем-Сент-Агата

Герб Беркем-Сент-Агата був прийнятий у 1968 році брюссельською комуною Беркем-Сент-Агата. Герб ніколи не був офіційно наданий королем. 

## Геральдичний опис
Фактично герб поділений на чотири чверті: перша і четверта зелені, а друга і третя срібні. На цьому гербі лев розміщений над другою та четвертою чвертями (у геральдиці це називається протяжкою). Він зелений у другій чверті та срібний у четвертій. У першій чверті зображено каплицю святої Агати, а в третій — зелену геральдичну смугу зверху справа вниз зліва з трьома срібними безантами.

## Символізм
Герб базується не на старішому гербі, а на символах комуни. Перша чверть – каплиця парафіяльному святому, а також тезці громади. Каплиця дійсно існує і знаходиться на площі Керкплейн.  Третя чверть - це герб колишнього мера Себастьєна Шарля з родини Гюїсман д'Онсем. На іншій половині герба зображений лев. Лев — єдина частина герба, якого можна вважати історичним, він також зображений на печатці олдерменів Андерлехта та Беркема і походить від лева герцогів Брабантських.  Герб повністю виконано в зелено-білому кольорах Беркема. Ці кольори також відображено на прапорі Беркем-Сент-Агата, який також четвертований зелено-білим.